# IC 431
IC 431 је рефлексиона маглина у сазвјежђу Орион која се налази на листи објеката дубоког неба у Индекс каталогу.
Деклинација објекта је - 1° 27' 48" а ректасцензија 5h 40m 14,0s. IC 431 је још познат и под ознакама LBN 944, CED 55L.